# Zimmes

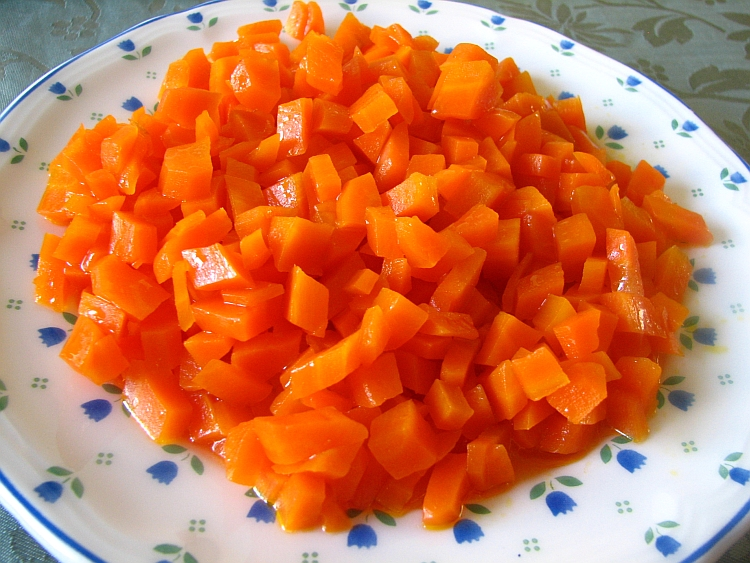
Zimmes mit Honig

Zimmes (auch Tzimmes oder Tsimmes geschrieben, jiddisch צימעס) ist ein Gericht aus der jüdischen Küche. In kleine Würfel oder Scheiben geschnittene Möhren werden auf niedriger Flamme oder im Ofen gegart und mit Honig und Gewürzen wie Muskat oder Zimt süß-pikant abgeschmeckt. Verbreitet ist die Zugabe von getrockneten Früchten wie Pflaumen oder Rosinen. Es existiert eine Vielzahl weiterer Varianten, darunter mit anderen Gemüsesorten, Süßkartoffeln oder auch Fleischstückchen. Das fertige Zimmes kann ein vollwertiges Hauptgericht in Form eines Eintopfes oder Auflaufs, aber auch eine reine Beilage bis hin zu einer Art Relish sein.
Das Gericht ist besonders unter aschkenasischen Juden bekannt und verbreitet und wird vor allem zum jüdischen Neujahrsfest Rosch ha-Schana serviert, an dem traditionell süße Speisen dominieren.
Sprachgeschichtlich soll das Wort, das auch im historischen Schwäbischen vorkam, wo es einen Gemüseeintopf benannte, auf mittelhochdeutsch ze imbîʒ zurückgehen, wobei inbîʒ, imbîʒ (das neuhochdeutsche Imbiss) damals die generelle Bedeutung „Mahlzeit, Essen (von Verpflegung bis Festmahl)“ hatte. Das Deutsche Wörterbuch (eher ablehnend hingegen das Schwäbische Wörterbuch) zieht hingegen einen Zusammenhang mit Zumus „Zukost“ in Betracht.
In der amerikanisch-englischen Umgangssprache gibt es die aus dem Jiddischen übernommene Redewendung to make a big tzimmes over something (sinngemäß: „eine große Sache aus etwas Unwichtigem machen“). Nach einer Meinung soll die Wendung eine humorvolle Anspielung darauf sein, dass der nicht unerhebliche Aufwand und die Zeit, die für die Zubereitung des Gerichts benötigt wird, zu einem vergleichsweise unspektakulären Resultat führt. In der deutschen Umgangssprache gibt es allerdings auch das aus dem Rotwelschen stammende Wort Zimt für einerseits „wertloses Zeug, Unsinn, unnötige Umstände“ und anderseits „Geld, besonders Kleingeld“, das von Siegmund A. Wolf auf jiddisch simen beziehungsweise hebräisch simon „Zeichen, Zahlennull“ zurückgeführt wird und dessen erste Bedeutung nahe an derjenigen liegt, die die englische Wendung kennt, sodass dasjenige Zimmes, das die Wendung enthält, wohl nur homonym (gleichlautend, aber nicht identisch) ist mit dem Wort für die Speise ist.